# Unidad Ejecutora Ferroviaria de Entre Ríos
La Unidad Ejecutora Ferroviaria de Entre Ríos (UEFER) fue un organismo del gobierno de la Provincia de Entre Ríos en Argentina creado para reactivar el transporte ferroviario de pasajeros y de carga en la provincia, recuperando y mejorando la infraestructura ferroviaria. Utiliza parte de la red del Ferrocarril General Urquiza, actualmente bajo control Estatal.
Fue creada el 28 de abril de 2008 mediante el decreto provincial 2086/2008 MGJEOYSP, publicado en el Boletín Oficial el 15 de enero de 2009.

## Servicios
El servicio Estación Paraná-Estación Concepción del Uruguay sobre el ramal Paraná - Basavilbaso - Concepción del Uruguay de 280 km, con 24 paradas intermedias, fue puesto en marcha el 28 de junio de 2010 con un coche motor Materfer que corre los días viernes de Paraná a Concepción del Uruguay y efectúa el regreso los días domingos. A partir del 1 de agosto de 2011 sumará otra frecuencia.
El servicio Estación Paraná-Apeadero Oro Verde, de 9 km sobre el ramal anterior, comenzó a funcionar el 1 de septiembre de 2010 con tres frecuencias diarias de lunes a viernes, de ida y vuelta. Una de las frecuencias diarias se extiende 12 km más hasta el Apeadero Villa Fontana parando en la intermedia Estación Tezanos Pinto. Utiliza un coche motor Tecnoporte. A partir de julio de 2011 el servicio será extendido en una de las frecuencias diarias hasta la Estación General Racedo, con paradas intermedias en Tezanos Pinto, Villa Fontana y Las Delicias.
El servicio Estación Paraná-Estación Ramón A. Parera-Colonia Avellaneda, de 12 km sobre el ramal Paraná - Federal, funciona desde marzo de 2011 con tres frecuencias diarias de lunes a viernes, de ida y vuelta. Utiliza un coche motor Tecnoporte.
El servicio Estación Basavilbaso-Estación Villaguay Central, sobre el ramal Federico Lacroze - Posadas, es un servicio diario de 80 km de ida y vuelta que se realiza con una formación tradicional usando para traccionar una máquina General Electric. Realiza paradas en las estaciones Líbaros, Gobernador Urquiza, Las Moscas, Domínguez y Villaguay Este. Los lunes y viernes el servicio se extiende 92 km más hasta la Estación Concordia Central, totalizando 172 km, ingresando desde Villaguay Este a Villaguay Central, retornando a la primera y haciendo paradas en Clara, Jubileo, San Salvador, General Campos, Yeruá y Yuquerí antes de llegar a Concordia. A mediados de julio de 2011 el servicio comenzará a realizarse con un coche motor Materfer.
El 18 de junio de 2011 se informó que en el transcurso de un mes serían incorporados una tercera máquina Materfer y un quinto coche Tecnotren para circulación urbana. A partir del 15 de agosto de 2011 se iniciará un nuevo recorrido, con coche motor Materfer, entre la Estación Crespo y la Estación Paraná, con tres viajes de ida vuelta semanales.
El 18 de septiembre de 2013 se llegó a un acuerdo entre el gobierno de Entre Ríos y el Gobierno Nacional en el cual los servicios quedan transferidos a la órbita de la SOFSE, reasumiendo de esta manera el estado nacional el manejo de los ferrocarriles provinciales. Una medida similar fue efectuada el 5 de mayo de 2010 con los ferrocarriles de la provincia de Chaco.

## Polémicas y deficiencias
La UEFER jamás operó un servicio uniendo las ciudades de Paraná, Concepción del Uruguay, Concordia y Basavilbaso con Federico Lacroze (Buenos Aires), punto muy reclamado por los usuarios. [cita requerida]